# Костино (культурный центр)
ДиКЦ «Костино» — деловой и культурный центр «Костино» (дворец культуры имени В. И. Ленина), культурный центр района Костино города Королёва.
Деловой и досуговый центр «Костино» — первый в Московской области Дворец культуры.

## История
Дворец культуры построен в районе Костино по инициативе директора КПО «Стрела» М. П. Аржакова. Дворец строился с 1955 по 1962 год. Перед дворцом расположена площадь для массовых культурных мероприятий. Дворец окружает парк.
Первый директор Дворца — А. Я. Мееровский. В разное время директорами были В. А. Родионов, Л. В. Любезнова, Ю. И. Тимохин.

## Архитектура
Трехэтажное кирпичное здание дворца выполнено в архитектурных традициях эклектизма с преобладанием неоклассических форм. Здание имеет четырёхскатную крышу, прямоугольное в плане с опоясывающим карнизом над третьим этажом и завершающим карнизом. Композиция Дворца отличается симметричностью. Зрительный зал, рассчитанный на 900 человек, отличается просторностью, в него включён балкон. В состав центра входит кинотеатр на 450 мест.
Центральный фасад Дворца, обращённый к площади, представляет собой портик, акцентированный монументальными колоннами коринфского ордера. Центральный фасад рустован, имеет аттик, пилястры, завершающий карниз с сухариками. На втором этаже имеются полуциркульные фасадные окна.

## Мероприятия

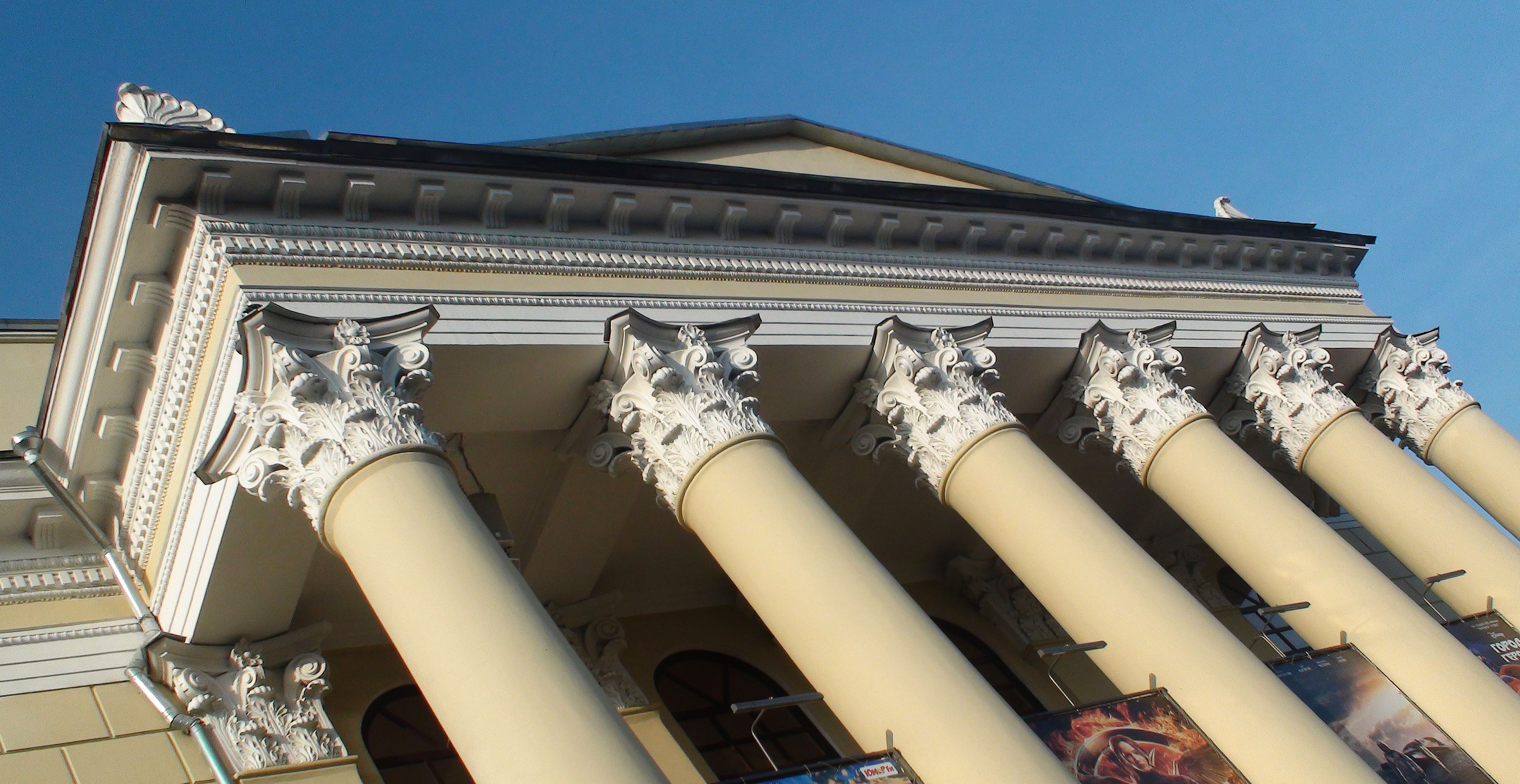
Центральный фасад делового и культурного центра «Костино» с колоннами коринфского ордера

В кинотеатре дворца ежедневно идут новые фильмы. В концертном зале выступают ведущие артисты России. В здании дворца работают разнообразные коллективы художественной самодеятельности, кружки, ансамбли народных танцев. Во дворце работает около 170 штатных сотрудников, 30 коллективов художественной самодеятельности, в том числе детских, где занимаются более 1000 детей и подростков. В здании работает автошкола, а площадка перед ним часто служит в качестве учебного полигона для начинающих водителей.
По ночам здание украшает искусственная подсветка.
15 июля 1980 года в ДК им. Ленина прошло последнее выступление В. Высоцкого. В честь этого выступления на здании открыта памятная доска.
В здании работает детская библиотека.